# Justin Timberlake
Justin Randall Timberlake (Memphis, Tennessee, 31 de enero de 1981) es un cantante, compositor, productor discográfico, actor, bailarín y empresario estadounidense. Criado en la comunidad de Shelby Forest, ubicada entre Memphis y Millington, comenzó su carrera como cantante en los programas de televisión Star Search y Mickey Mouse Club. A finales de los años 1990 adquirió fama internacional al pertenecer a la boy band 'N Sync, cuyos dos primeros álbumes fueron certificados con disco de diamante tras vender más de 10 millones de copias solo en los Estados Unidos, además de haber alcanzado la cima de numerosos listados alrededor del mundo.
Tras anunciar que 'N Sync se separaría temporalmente, Timberlake comenzó una carrera como solista con la publicación de Justified (2002), que incluyó los temas «Cry Me a River» y «Rock Your Body», que alcanzaron un puesto entre los cinco primeros del Billboard Hot 100. El álbum obtuvo reseñas positivas por parte de los críticos y fue certificado multiplatino en Norteamérica y varios países de Europa. Años después, lanzó su segundo álbum FutureSex/LoveSounds (2006), que fue elogiado por la crítica y estuvo caracterizado por su diversidad de géneros musicales. Llegó al número uno del Billboard 200 y en las listas de otros países, además de contener los éxitos «SexyBack», «My Love» y «What Goes Around... Comes Around», que alcanzaron el primer lugar del Billboard Hot 100. Tras ello, anunció un hiato musical para dedicarse a la actuación, donde participó en películas taquilleras como Shrek tercero (2007), The social network (2010), Bad Teacher (2011), Friends with Benefits (2011) e In Time (2011).
En 2013, regresó a la música con el lanzamiento de The 20/20 Experience y su secuela The 20/20 Experience (2 of 2), ambos número uno en el Billboard 200 y certificados de platino. El primero se convirtió en el álbum más vendido de 2013 en Estados Unidos e incluyó los éxitos «Suit & Tie» y «Mirrors», mientras que del segundo se desprendió «Not a Bad Thing». Los tres sencillos entraron a los diez primeros puestos en el Billboard Hot 100 y en otros listados del mundo. Para promocionarlos, se embarcó en su The 20/20 Experience World Tour, que fue la segunda gira más exitosa de 2014 tras recaudar 231.6 millones de dólares. En 2016 lanzó «Can't Stop the Feeling!» como sencillo de la banda sonora de Trolls, en la que le dio voz al personaje principal; la canción llegó al primer puesto de numerosos conteos musicales alrededor del mundo, entre estos el Billboard Hot 100. Su quinto álbum, Man of the Woods (2018), también llegó al número uno en el Billboard 200 e incluyó los sencillos «Filthy» y «Say Something», que alcanzaron los diez primeros puestos en el Billboard Hot 100. Fue promocionado con una actuación en el Super Bowl LII y la gira Man of the Woods Tour, que recaudó 226.3 millones de dólares.
A lo largo de su carrera, Timberlake ha sido reconocido con diez Premios Grammy, siete Premios American Music, tres Premios Brit, cuatro Premios Emmy, once MTV Video Music Awards y diez Billboard Music Awards, así como una nominación a los Premios Óscar y dos a los Globos de Oro. Asimismo, ha sido nombrado uno de los cantantes más influyentes de la historia por numerosos medios, como las revistas Billboard y Time, y es considerado también como el Príncipe del Pop y Presidente del Pop. Por otra parte, posee su propio sello discográfico, Tennman Records, además de ser copropietario de la marca de ropa William Rast y el restaurante Southern Hospitality.

## Biografía

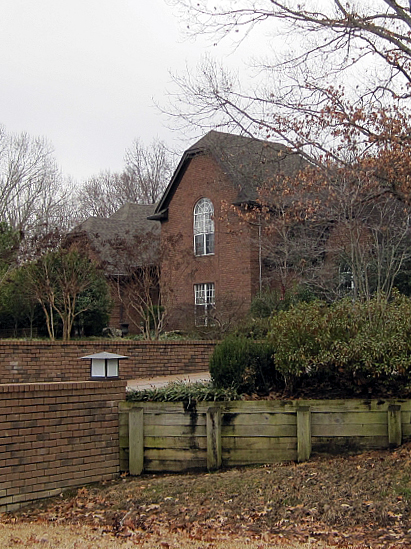
La residencia de la familia Timberlake en Shelby Forest.

### 1981-1994: Primeros años e inicios musicales
Justin Randall Timberlake nació el 31 de enero de 1981 en la ciudad de Memphis, ubicada en el estado de Tennessee (Estados Unidos), primer hijo del matrimonio entre Lynn Harless y Charles Randall Timberlake. Timberlake nació junto a una hermana gemela, que falleció al poco tiempo de nacer. Sus padres se separaron cuando aún se encontraba en el preescolar y ambos volvieron a casarse; Timberlake tiene dos medio hermanos por parte de su padre llamados Jonathan y Stephen. Su madre también dio a luz a una hija en su segundo matrimonio a la que llamó Laura, pero falleció poco después de nacer.
Durante su niñez, fue criado en la comunidad de Shelby Forest y asistió a la E.E. Jeter Elementary School en la ciudad de Millington, también ubicada en Tennessee. Con 11 años de edad participó en el programa Star Search bajo el nombre de Justin Randall e interpretó varios temas de música country. En 1993, se unió al elenco de Mickey Mouse Club junto a Britney Spears, Christina Aguilera, Ryan Gosling y Keri Russell. Con ello logró captar la atención del productor Lou Pearlman, quien lo convenció de unirse a una boy band llamada 'N Sync con solo 14 años. Durante una entrevista, Timberlake explicó que en esa época de su vida se vio motivado por Janet Jackson y aspiraba llegar a ser como ella algún día. Tras la formación de la banda, se mudó a Orlando (Florida) con el resto de sus compañeros para practicar diversas rutinas de baile y para tomar clases de canto.

### 1995-2004: 'N Sync yJustified
En octubre de 1995, 'N Sync dio su primera presentación en vivo en uno de los clubes de la Pleasure Island, una zona de entretenimiento dentro de Walt Disney World. Tras la buena recepción del público, Lou Pearlman presentó dos maquetas de la agrupación a Johnny Wright, mánager de los Backstreet Boys, con la intención de convencerlo de también administrar a 'N Sync. Aunque reacio en primera instancia, Wright aceptó la propuesta y firmó un contrato de tres álbumes entre el quinteto y Ariola Records. Tras haber permanecido casi un año en Suecia grabando su primer disco, 'N Sync lanzó «I Want You Back» como su sencillo debut en Europa y Oceanía a mediados de octubre de 1996, y rápidamente llegaron a los veinte primeros en las listas de éxitos de países como Alemania, Australia, Austria, Nueva Zelanda, Suecia y Suiza. Con la discográfica convencida, publicó su álbum debut *N Sync y realizó su primera gira por Europa en 1997, mismo año en que lanzó los sencillos «Tearin' Up My Heart» y «Here We Go», que también fueron éxitos en el continente. En 1998, 'N Sync firmó otro contrato con RCA Records para la distribución de su música en los Estados Unidos, país donde también se convirtió en una sensación tras alcanzar el puesto número 13 del Billboard Hot 100 con «I Want You Back» y posteriormente el número 2 del Billboard 200 con *N Sync, álbum que más tarde sería certificado con disco de diamante por vender más de diez millones de unidades. El mismo año, inició su segunda gira NSYNC in Concert y también actuó como telonero de Janet Jackson en su The Velvet Rope Tour.

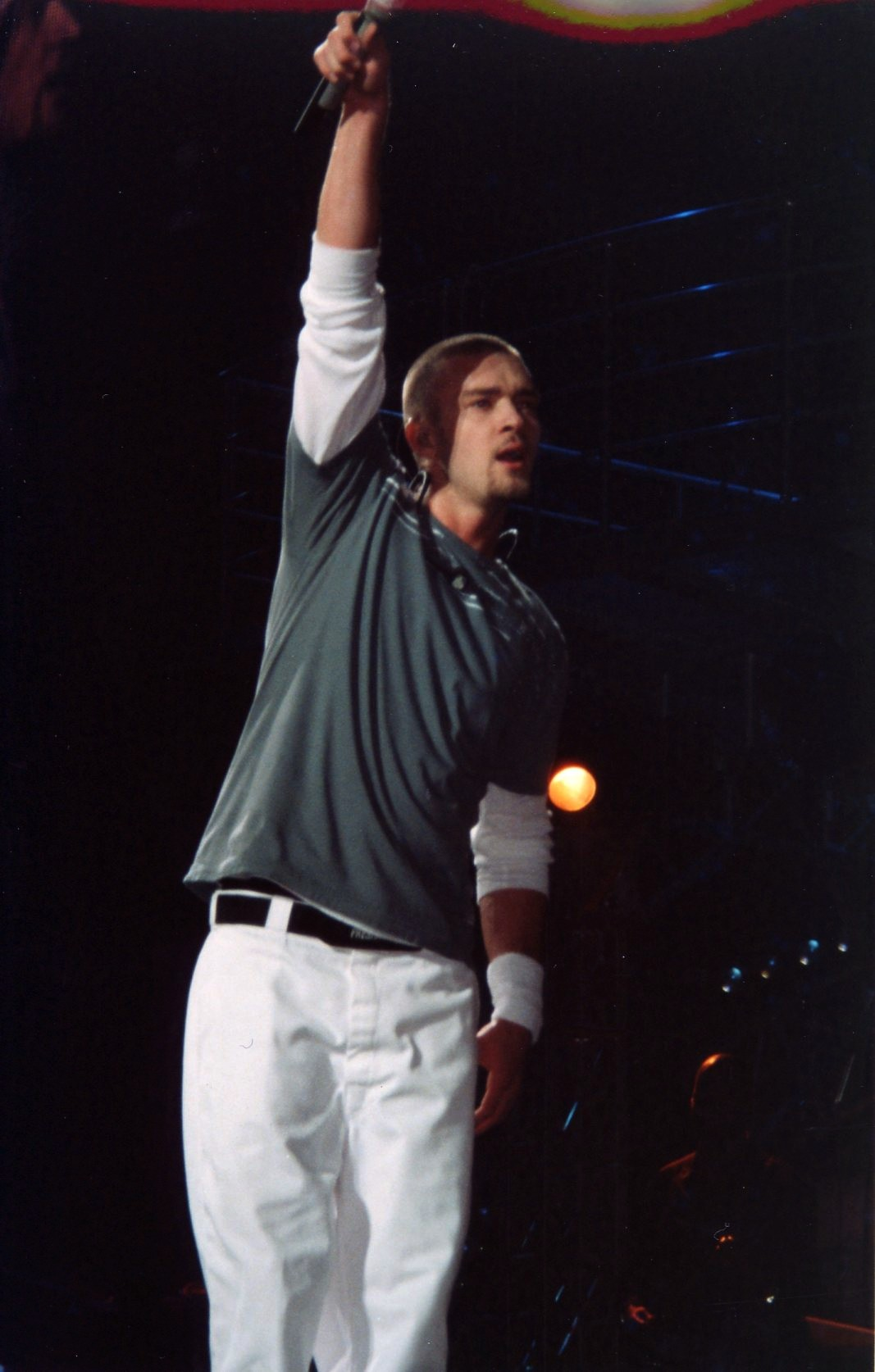
Justin Timberlake en 2003 durante un concierto de su gira Justified and Lovin' It Live.

A finales de 1998, la banda demandó a su mánager Lou Pearlman por incumplimiento de contrato ya que sus integrantes no estaban devengando las ganancias estipuladas por las ventas de sus discos y amenazó con cambiarse de sello discográfico. Ante tales acusaciones, Pearlman demandó al grupo y exigió los derechos de su música, así como de su nombre. Un juez finalmente decidió que 'N Sync podía abandonar RCA Records, pero debían pagar la suma de 150 millones de dólares para conservar su nombre, condición que el grupo aceptó para más tarde firmar con Jive Records. Durante 1999, la agrupación se enfocó en grabar su segundo álbum y en enero del 2000 lanzó su sencillo «Bye Bye Bye», que ingresó a las listas de los diez más vendidos en al menos quince países. Además de ello, el tema obtuvo dos nominaciones a los premios Grammy y su videoclip ganó dos galardones en los MTV Video Music Awards, ceremonia en la que también actuaron. En marzo del mismo año, Timberlake protagonizó el telefilme de comedia Model Behavior para el canal ABC y seguidamente lanzó su segundo álbum con 'N Sync titulado No Strings Attached, que debutó en la cima del Billboard 200 con más 2.4 millones de copias vendidas en los Estados Unidos solo en su primera semana, lo que marcó el récord del mayor debut de la historia, que ostentó por 15 años. En junio, lanzó «It's Gonna Be Me» como segundo sencillo del álbum, que se convirtió en su primera canción en llegar al primer lugar del Billboard Hot 100.
En 2001, Timberlake protagonizó el videoclip del tema «This Train Don't Stop There Anymore» de Elton John, donde personificó a una versión más joven del intérprete. Asimismo, publicó su álbum Celebrity con 'N Sync, que también consiguió liderar el Billboard 200 e incluyó los sencillos «Pop», «Gone» y «Girlfriend». Para promocionar el disco, 'N Sync se embarcó en su Celebrity Tour durante todo el 2002 y tras su culminación, anunció un descanso y sus miembros aseguraron que regresarían con un nuevo álbum a mediados de octubre de 2003; sin embargo, el proyecto nunca se concretó. Pese a ello, 'N Sync consiguió vender más de 55 millones de copias de su material discográfico, lo que la convirtió en una de las boy bands más exitosas de la historia. Timberlake describió la separación de la banda como una de sus mejores y a la vez peores decisiones, ya que, si bien estaba orgulloso del éxito de su música, constantemente tenía el deseo de poder realizar sus propios proyectos en solitario; adicionalmente, el resto de los integrantes de la agrupación mencionaron que 'N Sync estaba llegando a un punto donde el constante trabajo los estaba llevando a un desgaste físico y mental.
En agosto de 2002, Timberlake debutó como solista en los MTV Video Music Awards de ese año interpretando su sencillo «Like I Love You», que salió a la venta en octubre y entró a los diez primeros en varios países, entre estos el Reino Unido y los Estados Unidos, donde ubicó las posiciones número 2 y 11, respectivamente. Solo un mes más tarde, lanzó su álbum debut como solista Justified, que llegó a la cima del UK Albums Chart y hasta el segundo lugar del Billboard 200, además de haber recibido múltiples discos de platino tanto en el Reino Unido como en los Estados Unidos. Después, Timberlake lanzó «Cry Me a River» como su segundo sencillo y también llegó a los diez primeros en los listados de éxitos de varios países. Gracias a Justified y «Cry Me a River», ganó dos premios Grammy en las categorías de mejor álbum de pop vocal y mejor interpretación vocal pop masculina, respectivamente. Para promocionar el disco, se embarcó en dos giras; la primera, Justified and Lovin' It Live, visitó Australia y buena parte de Europa, mientras que la segunda, Justified and Stripped Tour, fue una gira en colaboración con Christina Aguilera que ofreció varios espectáculos en los Estados Unidos. En 2003, grabó la canción «I'm Lovin' It», que fue comprada por McDonald's por la suma de seis millones de dólares para ser utilizada como eslogan de sus comerciales. En 2004, participó como uno de los invitado especiales de Janet Jackson para su espectáculo de medio tiempo en el Super Bowl XXXVIII. Durante dicha actuación, ambos causaron controversia luego de que Timberlake accidentalmente rompiese el sostén de Jackson y dejase expuesta una de sus mamas ante una audiencia por televisión de más de 140 millones de personas. Tras el incidente, ambos se disculparon públicamente y alegaron que no era la intención de la presentación. Sin embargo, la controversia afectó gravemente a la carrera de Jackson y muy poco a la de Timberlake, algo que él mismo criticó al decir que la sociedad era más exigente con las mujeres que con los hombres. La prensa igualmente criticó a Timberlake por no asumir la culpa de lo ocurrido en el momento; el artista se disculpó con Jackson muchos años después y alegó que accionó de manera equívoca.

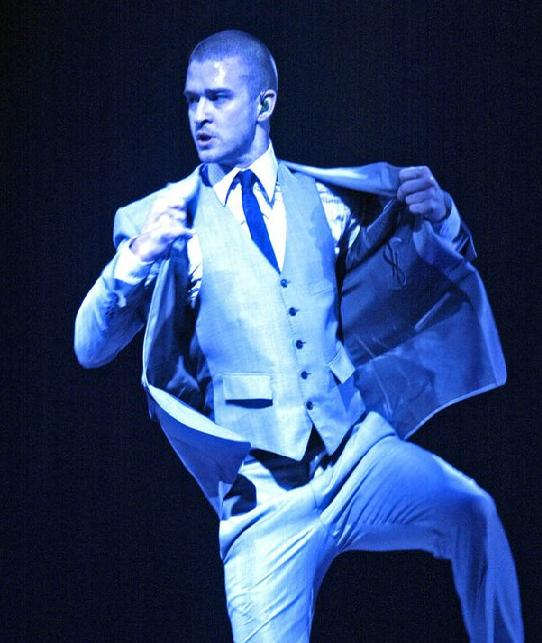
Timberlake en su gira FutureSex/LoveShow en 2007.

### 2005-2012:FutureSex/LoveSounds, hiato musical y enfoque actoral
Tras el incidente del Super Bowl, fue operado de un nódulo en las cuerdas vocales en mayo de 2005 y se le indicó que no debía cantar ni hablar fuerte por algunos meses, hecho que lo llevó a tomarse un breve descanso de la música. Durante ese tiempo, creó su propio sello discográfico Tennman Records y protagonizó las películas independientes Edison (2005) y Alpha Dog (2006). Un año después de su operación, regresó a la industria de la música con el lanzamiento de su sencillo «SexyBack», que se convirtió en su primer éxito número 1 como solista en los Estados Unidos, además de haber liderado también los conteos de Alemania, Australia, Canadá, el Reino Unido, entre otros. En septiembre de 2006, publicó su segundo álbum de estudio FutureSex/LoveSounds, que debutó en el número 1 del Billboard 200 con 684 mil copias vendidas en su primera semana.
Posteriormente, lanzó los sencillos «My Love» y «What Goes Around... Comes Around», que también alcanzaron la cima del Billboard Hot 100 y fueron certificados con disco de platino por vender más de un millón de copias en los Estados Unidos. A lo largo del 2007, Timberlake recibió variedad de premios por el éxito del álbum y sus sencillos; ganó tres Premios American Music, dos Premios Grammy y cuatro MTV Video Music Awards, así como un premio Emmy por «Dick in a Box», tema que coescribió junto a The Lonely Island para el programa Saturday Night Live. Igualmente, trabajó con numerosos artistas; colaboró en el sencillo «4 Minutes» de Madonna, «Ayo Technology» de 50 Cent, «Give it to Me» de Timbaland y Nelly Furtado, «Love Sex Magic» de Ciara y «Dead and Gone» T.I., además de haber participado como compositor y productor en los álbumes Red Carpet Massacre de Duran Duran, Echo de Leona Lewis y Good Girl Gone Bad de Rihanna.

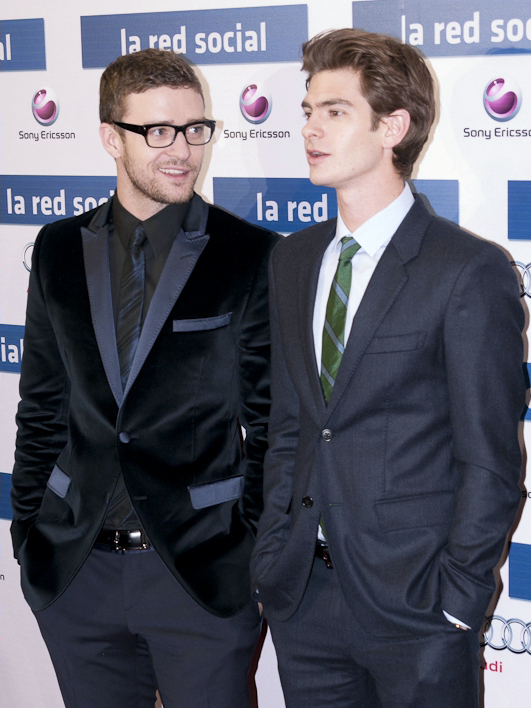
Timberlake y Andrew Garfield en el estreno de The social network en Madrid.

Por otra parte, recorrió el mundo con su gira FutureSex/LoveShow y siguió adentrándose en el mundo del cine con su participación en las películas Black Snake Moan (2007) y Southland Tales (2007), además de haber dado voz al personaje de Artie en Shrek tercero (2007), filme que se convirtió en un éxito en taquilla tras recaudar más de 790 millones de dólares. En febrero de 2008, recibió otros dos premios Grammy gracias a «What Goes Around... Comes Around» y «LoveStoned/I Think She Knows», a su vez que decidió tomarse un descanso de la música y enfocarse totalmente en la actuación, lo que lo llevó a actuar en The Love Guru (2008) y The Open Road (2009). En 2009, apareció como invitado especial de Jimmy Fallon en su debut como presentador del programa Late Night with Jimmy Fallon y luego realizó varias apariciones en el programa Saturday Night Live, hecho que le valió su segundo premio Emmy.
En 2010, interpretó al empresario Sean Parker en la película The social network, que recibió la aclamación de la crítica y recaudó 225 millones en taquilla. Después, dio voz al personaje del Oso Bubu en El Oso Yogui: La película, que aunque fue muy mal recibida por la crítica, logró una recaudación de 203 millones en taquilla. Durante 2011 recibió otros dos premios Emmy por sus apariciones en Saturday Night Live y protagonizó filmes como Bad Teacher, Friends with Benefits e In Time, también comercialmente exitosos. En 2012, regresó a los estudios de grabación y se enfocó únicamente en la realización de su tercer álbum.

### 2013-2016:The 20/20 ExperienceyTrolls

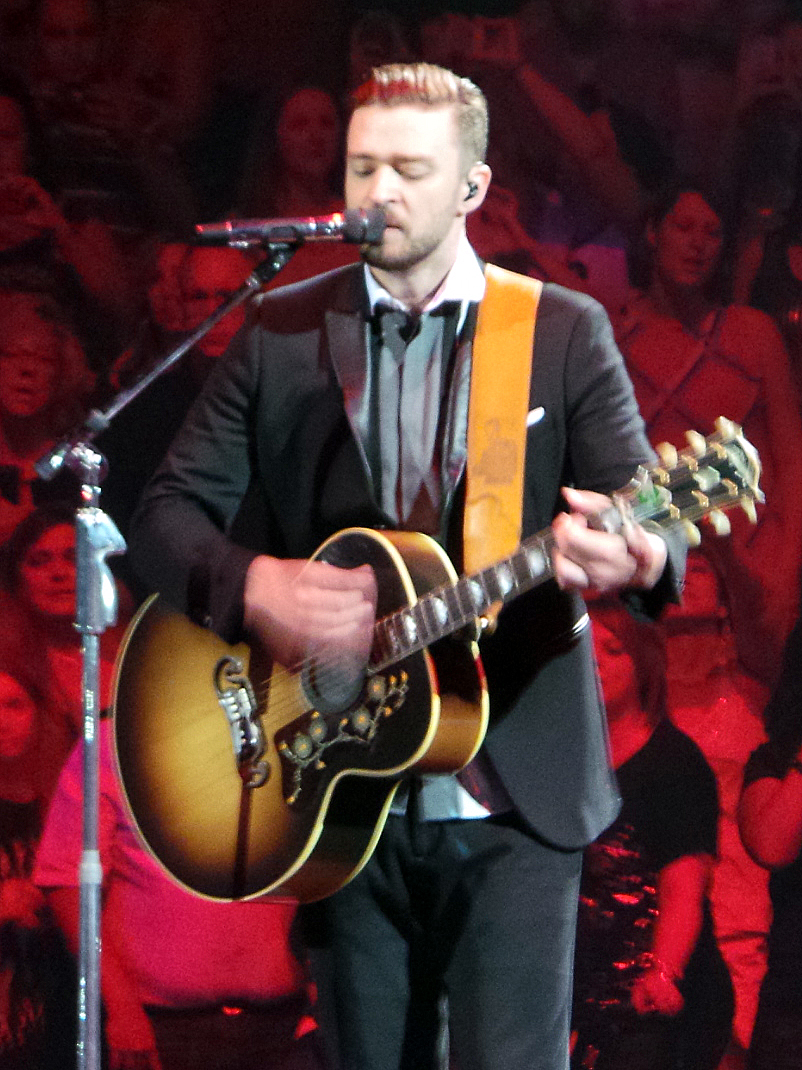
Timberlake durante un concierto del The 20/20 Experience World Tour en 2014.

En enero de 2013, Timberlake regresó a la industria de la música con el lanzamiento de su sencillo «Suit & Tie», que entró a los diez primeros en los listados semanales de éxitos en Australia, Canadá, los Estados Unidos, Francia, Japón y el Reino Unido. Solo un mes más tarde, publicó «Mirrors» como segundo sencillo e igualmente logró vasto éxito tras ingresar a los diez primeros en al menos veinte países y lograr múltiples discos de platino. En marzo, salió a la venta su tercer álbum The 20/20 Experience, que fue elogiado por la crítica y vendió 968 mil copias en su primera semana solo en los Estados Unidos, hecho que le permitió debutar como número 1 en el Billboard 200. El disco también lideró las listas de numerosos países y Timberlake lo promocionó con una gira a dueto con Jay-Z llamada Legends of the Summer, que visitó varias ciudades de Norteamérica entre julio y agosto. Timberlake actuó en los MTV Video Music Awards de 2013, donde presentó varios de sus éxitos como «SexyBack», «Cry Me a River», «Rock Your Body» y «Señorita», además de un reencuentro sorpresa de 'N Sync con la presentación de «Bye Bye Bye». También fue el máximo ganador tras alzarse con un total de cuatro galardones durante la ceremonia, entre ellos el MTV Michael Jackson Video Vanguard Award en reconocimiento a los logros de su carrera y el premio al vídeo del año gracias a «Mirrors».
En septiembre, publicó su cuarto álbum The 20/20 Experience (2 of 2), que también logró obtener el disco de platino y alcanzar la cima en el Billboard 200 de los Estados Unidos. El disco incluyó los sencillos «Take Back the Night» y «TKO», que ingresaron a los cuarenta primeros del Billboard Hot 100, además de «Not a Bad Thing», que entró a los diez primeros. En noviembre, recibió tres reconocimientos en los Premios American Music y dio inicio a su The 20/20 Experience World Tour en Nueva York. A lo largo del año, The 20/20 Experience consiguió vender 3.6 millones de copias y fue el tercer álbum más vendido del año; de dicha cantidad, 2.4 millones pertenecieron a los Estados Unidos, territorio donde fue el disco más vendido del 2013. Por otra parte, Timberlake también protagonizó tres películas publicadas durante el año: The Short Game, Runner Runner y Inside Llewyn Davis, que tuvieron un rendimiento moderado en taquilla.
A comienzos de 2014, colaboró en el tema póstumo «Love Never Felt So Good» de Michael Jackson y ganó tres premios Grammy gracias a «Suit & Tie», «Pusher Love Girl» y «Holy Grail». Durante el año, Timberlake ofreció 111 espectáculos en todo el mundo como parte del The 20/20 Experience World Tour, que recibió la aclamación crítica y recaudó 203 millones de dólares, con lo que fue la segunda gira más exitosa de 2014. En 2015, tras culminar la gira, anunció que se encontraba trabajando con el director Jonathan Demme en un filme enfocado en el recorrido y apareció en el especial de Saturday Night Live por su cuadragésimo aniversario, así como en el programa The Tonight Show Starring Jimmy Fallon. En 2016, fue seleccionado para crear las bandas sonoras para las películas El libro del amor y Trolls; en esta última, también prestó su voz para el personaje de Branch. En mayo, lanzó «Can't Stop the Feeling!» como primer sencillo de la banda sonora de Trolls y luego lo presentó en vivo en el intervalo de la final del Festival de la Canción de Eurovisión 2016. Dicho tema se convirtió en un éxito mundialmente tras debutar en el número 1 del Billboard Hot 100 y haber ingresado a los tres primeros en países como el Reino Unido, además de convertirse en el tema más vendido durante el 2016 en los Estados Unidos, con más de 2.4 millones de unidades. Asimismo, ganó el Grammy como mejor canción escrita para un medio audiovisual y fue nominado al Globo de Oro como mejor canción original.

### 2017-actualidad:Man of the Woodsy tercera aparición en el Super Bowl

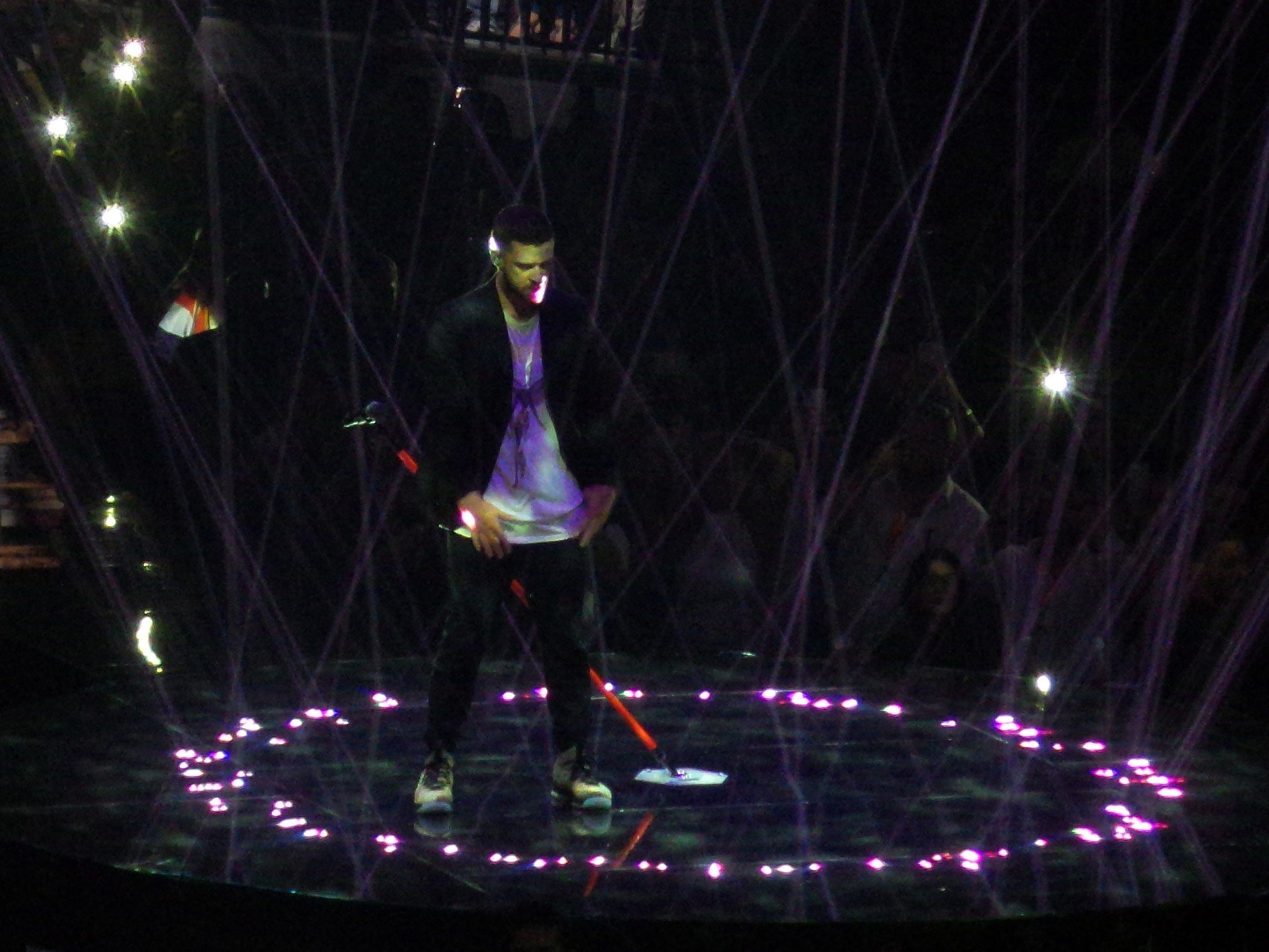
Timberlake en el concierto de la gira Man of the Woods Tour en la ciudad de Miami.

Después del éxito de «Can't Stop the Feeling», Timberlake se enfocó en terminar su quinto álbum de estudio y aseguró que estaba trabajando con varios músicos como Pharrell Williams, Max Martin, Shellback y Timbaland. Explicó que el disco tendría vibras sureñas, pero con un toque moderno, asemejándose más a la música de su ciudad natal. El 26 de febrero de 2017, abrió la 89.ª entrega de los Premios Óscar interpretando «Can't Stop the Feeling», que también se encontraba nominada como mejor canción original, y más tarde actuó en el festival Rock in Rio y en el Gran Premio de los Estados Unidos.
El 2 de enero de 2018, Timberlake anunció que su siguiente sencillo se titularía «Filthy» y que sería lanzado el 5 de ese mismo mes. La canción alcanzó la quinta posición en Canadá, la novena en los Estados Unidos y la decimoquinta en el Reino Unido. Posteriormente, lanzó los sencillos «Supplies» el 18 de enero y «Say Something» el 25 del mismo mes; ambas canciones ingresaron al Billboard Hot 100, con la segunda de estas entrando al top 10. El 2 de febrero, Timberlake lanzó su quinto álbum de estudio Man of the Woods, que debutó en la cima del Billboard 200 con el mayor debut en ventas del año hasta ese momento y logró disco de oro por medio millón de unidades poco después.
El 4 de febrero de 2018, encabezó el espectáculo de medio tiempo del Super Bowl LII, su tercera aparición en el evento y la primera desde su polémica junto a Janet Jackson en 2004. La actuación recibió malos comentarios de la crítica y el público general, que la consideraron «decepcionante y aburrida». Poco después de la presentación, Timberlake dio inicio al Man of the Woods Tour, gira que se extendió por gran parte de Norteamérica y Europa hasta concluir en abril de 2019 tras 115 conciertos que recaudaron 226.3 millones de dólares.
El 30 de octubre de 2018 publicó su primera autobiografía en colaboración con la editorial Harper Design. Titulado Hindsight & All the Things I Can't See in Front of Me, el libro es una colección de memorias y fotografías personales. Luego de su lanzamiento, Hindsight alcanzó el segundo lugar de los libros de no ficción más vendidos de The New York Times.
El 26 de febrero de 2020, lanzó el tema «The Other Side» en colaboración con SZA, que sirvió como primer sencillo de la banda sonora de Trolls World Tour (2020), película en la que también prestó su voz para el personaje principal y para la que produjo su banda sonora. Timberlake protagonizó la película Palmer (2021) y recibió elogios de la crítica, que consideraron su actuación como una de las mejores de su carrera. La cinta fue estrenada en Apple TV+ y marcó el lanzamiento más visto en la plataforma durante un fin de semana.
En enero de 2024, lanzó su nuevo sencillo "Selfish", adelanto de su próximo álbum que saldrá a la venta en marzo.

## Obra

### Estilo musical y presentaciones
Desde el comienzo de su carrera como solista, Timberlake se ha caracterizado por experimentar constantemente con varios géneros musicales en cada uno de sus álbumes. El cantante tiene un tipo de voz tenor lírico y sus agudos han sido descritos como un punto clave en todos sus trabajos, al igual que su beatboxing. Su primer disco Justified (2002), contiene una mezcla entre pop y R&B con influencias de la música dance pop, funk y soul, que conserva un estilo minimalista inspirado por Michael Jackson y Stevie Wonder. Por su parte, FutureSex/LoveSounds (2006) mantiene la esencia pop/R&B, pero está más influenciado de la música rock y artistas como David Bowie, Prince, Arcade Fire, The Killers, Radiohead y David Byrne. Según Timberlake, dicho álbum explora diferentes sonidos, en lugar de enfocarse solo en uno particular, y lo define como una «fusión» del hip hop, el rock, el funk, el soul, el gospel, el new wave, la ópera y la world music. A lo largo del disco se incluyen varios preludios para separar las canciones, técnica que se mantuvo en sus trabajos posteriores, The 20/20 Experience y The 20/20 Experience (2 of 2) (ambos de 2013), álbumes que se enfocan más en el neo soul e implementan la estructura de pistas de larga duración aplicada por numerosos artistas como Stevie Wonder, Michael Jackson y Prince en las décadas de los años 1960 y los años 1970. Por otro lado, Man of the Woods (2018) está mayormente influenciado por los sonidos del Sur de Estados Unidos e incorpora elementos del R&B tradicional combinándolo con el country y la americana.
Las letras de sus canciones también han evolucionado con cada uno de sus álbumes; Justified abarca mayormente temas con connotaciones e insinuaciones sexuales, algo que en su momento fue criticado por los expertos. No obstante, en «Cry Me a River» y «Never Again» se muestra un lado más maduro hablando sobre el arrepentimiento o el inmenso dolor que puede provocar una ruptura amorosa. Si bien FutureSex/LoveSounds mantiene los mismos tópicos de su predecesor, la narrativa del disco es distinta en comparación; las canciones de la primera mitad hablan sobre el sexo, mientras que las de la segunda sobre el amor. Aunque, hay ciertas pistas que se desvían de estos temas como «Losing My Way», que describe los pensamientos de un adicto a las metanfetaminas, mientras que «(Another Song) All Over Again» es un homenaje a la vida de Donny Hathaway. Según los expertos, su matrimonio con Jessica Biel cambió drásticamente su modo de componer, lo que se vio reflejado tanto en The 20/20 Experience como The 20/20 Experience (2 of 2), que abarcan casi en su totalidad temas relacionados al amor y los altibajos de una relación usando en ocasiones el consumo de sustancias como metáfora, algo evidente en «Pusher Love Girl» o «Drink You Away». El sexo también se mantiene como un tópico principal, pero esta vez con un enfoque más romántico y menos casual comparado al de sus antecesores. Según Timberlake, Man of the Woods estuvo fuertemente influenciado por los alrededores de Tennessee, en tanto que el álbum habla o hace referencia a diversas actividades que se pueden realizar al aire libre, como relajarse, pasar el rato con la familia y amigos, fortalecer los vínculos afectivos, disfrutar de la soledad o el escapismo.
Por otra parte, sus presentaciones en vivo se han caracterizado por su coordinación e improvisación y, de acuerdo con Robert Hilburn de Los Angeles Times, el artista mantiene constancia dentro del espectáculo sin enfocarse tanto en sí mismo, sino dejándose ver como uno más de la actuación. Al comienzo de su carrera como solista, los atuendos usados para sus presentaciones eran más de carácter urbano y simple, pero a partir de su gira FutureSex/LoveShow adoptó un estilo más formal al vestir trajes. A partir de su The 20/20 Experience World Tour, comenzó a implementar la uniformidad en sus actuaciones, formando toda una orquesta llamada los Tennessee Kids, que se compone de una banda y numerosos bailarines vestidos igual. Varios críticos mencionaron que su estilo dejó de ser tan rígido y en ocasiones tomaba un enfoque más improvisado, con Timberlake aprovechando breves intervalos de tiempo para contar chistes o hacer versiones de sus canciones en beatboxing. Además de ello, su rendimiento personal ha pasado de solo cantar y bailar a también tocar el piano, la guitarra y el teclado.

### Imagen pública

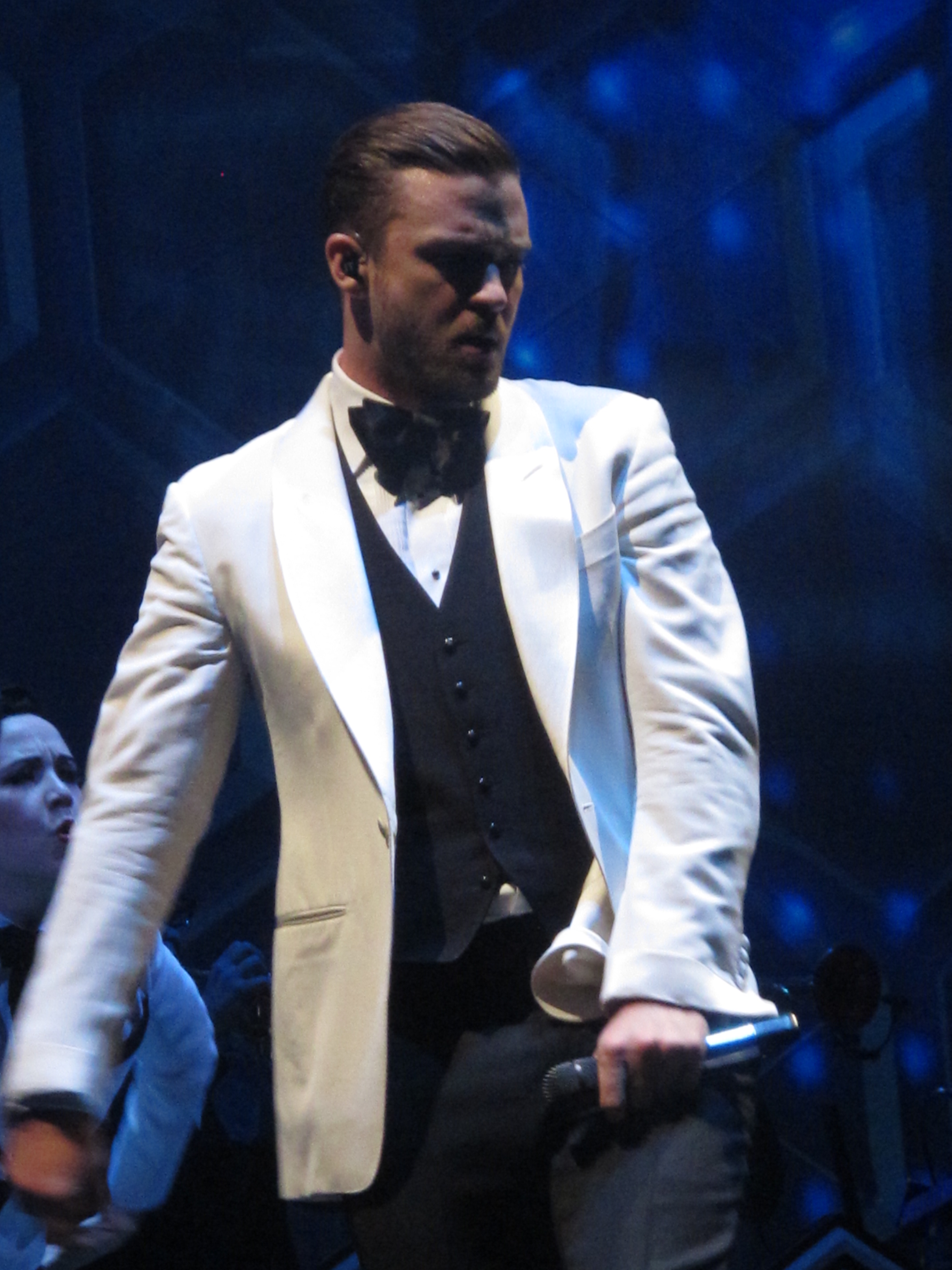
Timberlake ha sido catalogado por numerosos medios como uno de los músicos más elegantes de la historia.

A través de los años, varios medios se han referido a Timberlake como un ícono de la moda, símbolo sexual e incluso ícono gay. Su evolución en el ámbito de la moda, desde 'N Sync hasta su carrera como solista, ha sido reconocida por revistas como Billboard y GQ, y es descrita como «una fuente de inspiración para la moda de los hombres alrededor del mundo». Particularmente, en el 2009 la revista CG lo nombró «el hombre más elegante de Estados Unidos», y más tarde en 2013, «el más elegante del año». Su estilo ha sido alabado por el diseñador Tom Ford, quien declaró que Timberlake tiene «una esencia sin esfuerzo que vuelve moderna la clásica costura masculina». Otros medios como Fox New Magazine, Celebuzz, Fashion One y Marie Claire también han aclamado sus diferentes looks, destacándolo como uno de los hombres mejores vestidos de todos los tiempos. Por otra parte, Sia Michel de The New York Times escribió que desde la publicación de Justified en 2002, Timberlake ha sabido «sobrellevar los límites de los símbolos sexuales». El canal británico Channel 4 lo incluyó en su lista de los 100 mayores símbolos sexuales, específicamente en la posición 93, donde escribió: «Es increíble lo que un corte de cabello puede hacer con la imagen de un chico. Solo con afeitarse la cabeza y dejándose crecer algo de barba, Justin pasó de ser el rubio rizado miembro de 'N Sync al modelo que todo hombre querría ser y que toda chica querría invitar a salir». Además de ello, revistas como People Magazine, Elle y Cosmopolitan se han referido a él como uno de los hombres más atractivos del mundo, mientras que Vh1 lo colocó en el número 3 de su listado de los 100 artistas más sexy, el hombre mejor posicionado.
Algunos medios también se han referido a Timberlake como un ícono gay y él mismo se ha declarado un «aliado» de la comunidad LGBT. El sitio Rukkle lo incluyó en su listado de los 18 mayores íconos gay y mencionó que su larga carrera desde 'N Sync hasta sus trabajos como solista, así como su constante apoyo a la comunidad LGBT lo han vuelto una inspiración para personas homosexuales de todas las edades. Por otro lado, la imagen de Timberlake ha sido exhibida en distintas partes del mundo; cuenta con sus propias esculturas de cera en los museos de Madame Tussauds de Nueva York, Las Vegas, Los Ángeles, Berlín, Ámsterdam y Londres, mientras que el atuendo que vistió durante el videoclip de «Dick in a Box» es exhibido el Museo de Historia de Saturday Night Live en Nueva York.

## Legado
Desde su ascenso a la fama, Timberlake ha sido considerado un ícono para la industria musical y varios medios se han referido a él como el «Presidente del Pop» y el «Príncipe del Pop». En 2003, la revista Rolling Stone lo nombró la mayor estrella pop de aquel año y lo colocó en la portada de la edición de diciembre, en la que además fue nombrado el «Nuevo Rey del Pop». Su álbum FutureSex/LoveSounds recibió alabanzas por parte de la crítica, y, de acuerdo con Entertainment Weekly, «redefinió los límites de la innovación del pop». Asimismo, Vibe comentó que «fue más allá de los límites que cualquier de sus competidores», mientras que Fuse TV escribió que «cambió el negocio» y tuvo «la mejor primera mitad que cualquier otro álbum en 25 años». Por otra parte, en su lista de los 100 mejores artistas de la historia, Vh1 posicionó a Timberlake en la casilla número 66. En el 2007, apareció por primera vez en la lista de las 100 personas más influyentes del mundo según Time y volvió a aparecer en el 2013.
Timberlake también ha formado parte de varios listados de Billboard; figuró en la posición 90 de los 100 artistas más exitosos en el Billboard Hot 100, sus álbumes FutureSex/LoveSounds y The 20/20 Experience ubicaron las posiciones 97 y 200 en el listado de los 200 álbumes más exitosos del Billboard 200, respectivamente. En el conteo Pop Songs, Timberlake es el solista masculino con la mayor cantidad de canciones número 1 y top 10 en la historia. En el 2015, ingresó al Salón de la Fama Musical de Memphis por sus logros dentro de la industria y es el artista más joven en recibir el reconocimiento. Su sencillo «Cry Me a River» estuvo en el listado de las 500 mejores canciones de la historia según Rolling Stone, mientras que su respectivo videoclip fue señalado por Jason Lipshutz de Billboard como «uno de los momentos musicales más brillantes dentro de la industria pop desde el comienzo del siglo». FutureSex/LoveSounds fue nombrado por Rolling Stone como el cuadragésimo sexto mejor álbum de los 2000, el noveno por Entertainment Weekly y el mejor según Vibe. Por otra parte, la carrera de Timberlake ha influenciado a diversos artistas y ha sido citado como inspiración por Maroon 5, Britney Spears, Lorde, Marilyn Manson, Justin Bieber, Ed Sheeran, Jason Derulo, Bridgit Mendler, Tori Kelly, Maluma, Hunter Hayes, Liam Payne, Lloyd Banks, Shawn Mendes, Taylor Swift, Nick Jonas, entre otros.

## Otros proyectos

### Empresas y publicidad
En 2005, Timberlake lanzó su propia marca de ropa llamada William Rast, que incluyó líneas de chaquetas, suéteres, jeans y camisas de polo con diseños inspirados por el músico estadounidense Elvis Presley, quien era nativo de Memphis, la misma ciudad donde nació Timberlake. En 2009, Target anunció una colaboración para lanzar una línea de ropa informal y deportiva tanto para hombres como para mujeres y en 2015 la marca recibió el premio Fashion Oracle de parte de la Fashion Group International conmemorando sus 10 años creando e innovando con diseños en la industria. Por otra parte, en 2007, Timberlake adquirió el campo de golf Big Creek, ubicado en Millington, que decidió remodelar para volverlo más ecológico y lo reinauguró bajo el nombre de Mirimichi Golf, inversión que costó 16 millones de dólares. Fue reabierto el 25 de julio de 2009, pero volvió a cerrar el 15 de enero de 2010 para ser nuevamente remodelado y expandido. Gracias a su trabajo con el campo, Timberlake recibió el Futures Award en los Premios Environmental Media de 2011. No obstante, se notificó en noviembre de 2014 que había vendido el campo a Three Star Leasing LLC por la suma de medio millón de dólares.
Timberlake es copropietario de tres restaurantes de los Estados Unidos; el primero, Chi, fue inaugurado en 2003 en Los Ángeles, mientras que Destino y Southern Hospitalty, fueron inaugurados en 2006 y 2007, respectivamente, en Nueva York. Timberlake también ha financiado diversos proyectos y empresas, como productos electrónicos de Sony, fragancias de Givenchy, productos de Callaway Golf Company y el Audi A1, además de tener acciones en MySpace. También ha tenido acuerdos publicitarios con McDonald's y Walmart, además de haberse asociado con Sauza para lanzar su propia versión de la tequila como parte de la franquicia Sauza 901.

### Filantropía
En sus comienzos con 'N Sync, Timberlake ya se encontraba apoyando varias organizaciones caritativas, principalmente para ayudar niños que combatían enfermedades como el cáncer. No obstante, a lo largo de su carrera, el artista ha colaborado en más de veinte diferentes fundaciones de distintas índoles; organizaciones que luchan contra el abuso infantil, la violencia de género, la violencia doméstica, el abuso sexual, el maltrato animal, el cáncer, la violación de los derechos humanos, el VIH, la pobreza, la escasez de agua, el abuso de sustancias, la esclavitud, el desempleo, la falta de vivienda, el tráfico ilegal de órganos y sangre, entre otras cosas. En el 2005, la Grammy Association lo reconoció por sus labores humanitarias.
En el 2007, donó cien mil dólares obtenidos de su gira por Australia a la fundación Wildlife Warriors de Steve Irwin, que busca educar sobre el trato a la vida salvaje. En 2008, donó 100 000 dólares al Museo de Rock N' Soul de Memphis para la restauración de las instalaciones, y otros cien mil a la Fundación Musical de Memphis para apoyar a jóvenes músicos de la ciudad. Desde 2008 hasta 2011, Timberlake fue el anfitrión del Shriners Hospitals for Children Open, un torneo de golf que consiguió recaudar más de 9 millones de dólares para ayudar a hospitales que atienden a niños enfermos de familias con bajos recursos. En 2012, Timberlake se ofreció como voluntario junto a su esposa, Jessica Biel, para ayudar a las víctimas del Huracán Sandy en Nueva York repartió bolsas de suministros y brindando cuidados médicos.

## Vida personal

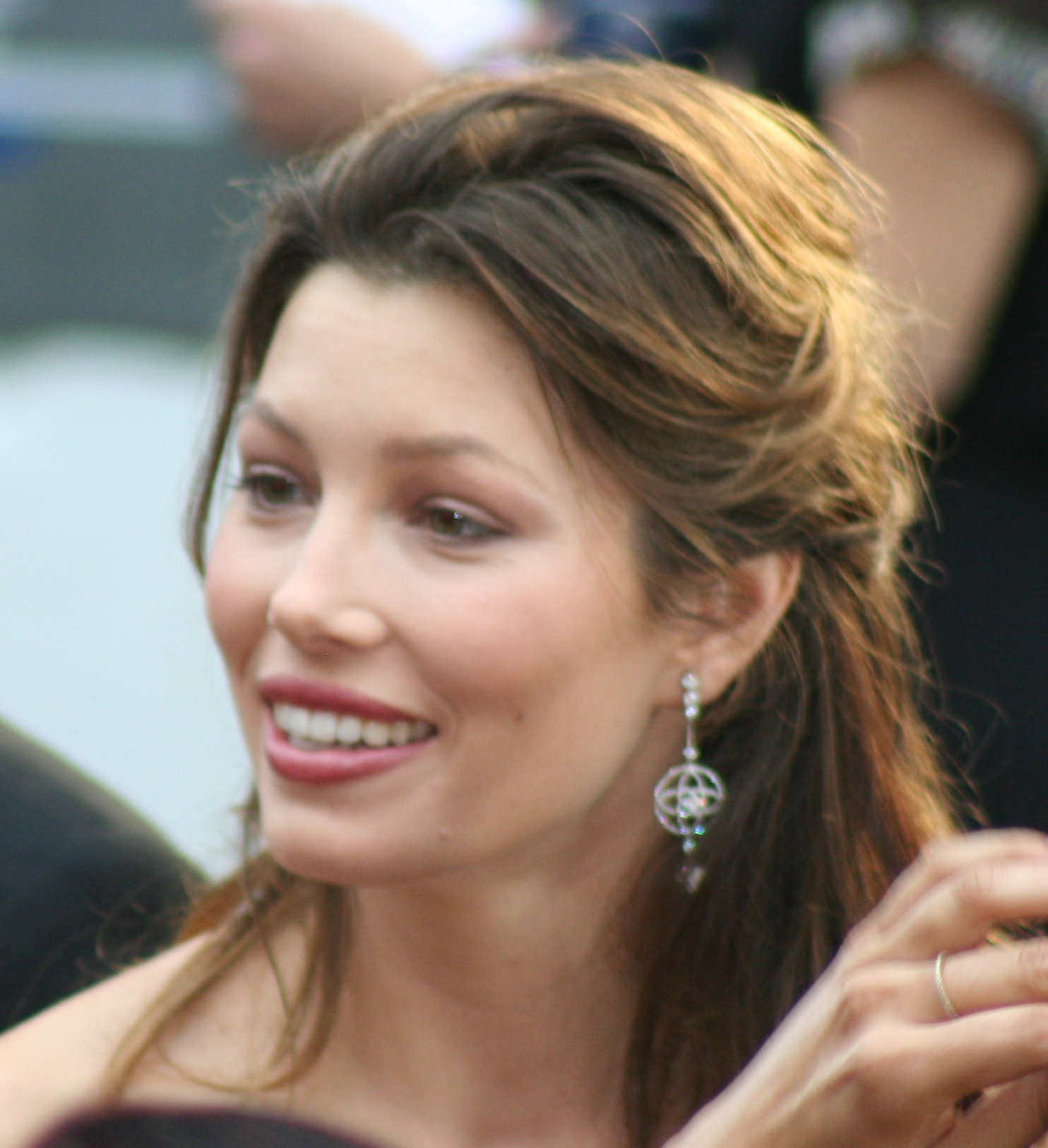
Jessica Biel, esposa de Timberlake desde 2012.

Tras conocerse en Mickey Mouse Club, Timberlake inició una relación con la cantante estadounidense Britney Spears a finales de los años 1990, la cual tuvo gran impacto mediático, considerada una de las duplas más importantes de aquella época. Durante su tiempo juntos, recorrieron parte del mundo con Spears, la principal telonera de 'N Sync, además de haber asistido a varios eventos. No obstante, ambos confirmaron el final de la relación en marzo de 2002, sin dar motivos. Dicha ruptura generó gran polémica, que fue alimentada a finales de año con el lanzamiento de «Cry Me a River», canción que, por especulación de los medios, iba dirigida hacia Spears. En abril de 2003, Timberlake confirmó que se encontraba saliendo con la actriz Cameron Diaz, a quien conoció en los Nickelodeon's Kids' Choice Awards. Tres años más tarde, en diciembre de 2006, ambos confirmaron su ruptura. Solo unas semanas después, en enero de 2007, Timberlake reveló que mantenía una relación con la también actriz Jessica Biel. Ambos se comprometieron en diciembre de 2011, y finalmente se casaron el 19 de octubre de 2012 en Fasano (Italia). El 8 de abril de 2015, la pareja tuvo a su primer hijo, Silas Randall Timberlake. El 18 de julio de 2020, tuvieron a su segundo hijo, Phineas.
Timberlake se considera a sí mismo como una persona disciplinada desde joven, algo que se vio reflejado durante sus tiempos con 'N Sync, donde estaba constantemente practicando las coreografías y motivando a sus compañeros. Sobre su trabajo en Palmer (2021), el director de la película Fisher Stevens dijo que Timberlake ensayaba en todo momento y agregó: «Cuando llegaba al set todos los días, era centrado, estaba enfocado, era uno de nosotros. Nunca se iba del set y era amigable con todos». A pesar de su fama, mencionó que no tiene problema en separar los aspectos privados de su vida con los de su carrera artística y se describió a sí mismo como alguien frugal, pues no frecuenta realizar compras para sí mismo o hacer gastos innecesarios. En un análisis de su crecimiento musical y personal, Brian McKnight, quien trabajó como productor de Justified (2002), lo describió como alguien que «siempre es seguro con lo que quiere y lo que no» y dijo que: «Cuando trabajé con él, era uno de los artistas más importantes del mundo en ese momento, pero seguía siendo un chico normal. Le gusta el baloncesto, jugar al golf y esa clase de cosas. Un ser humano completo. Entonces, fue genial verlo, desde mi perspectiva, cuando era un niño convirtiéndose en un hombre y haciendo todo de la manera correcta». También añadió que, aunque había canciones con letras personales como «Cry Me a River» o «Never Again», Timberlake prefiere dejar sus aspectos privados a interpretación del oyente porque «como hombres, todos tenemos dificultades al hablar sobre esos aspectos de nuestras vidas». Por otro lado, Pharrell Williams, productor de Justified y Man of the Woods (2018), mencionó que ha madurado como artista y sostuvo que «Justin está en un momento de su vida donde sabe que todo lo que haga debe tener un significado». El 31 de julio de 2025, Timberlake anunció que había sido diagnosticado con la enfermedad de Lyme mientras viajaba como parte de Forget Tomorrow World Tour. En el comunicado, expresó que decidió continuar con la gira puesto que, a pesar del cansancio producido por la enfermedad, actuar en vivo le dio la alegría y energía necesaria para finalizar el recorrido.
Por otra parte, en el 2008, la revista Forbes calculó que Timberlake tuvo una ganancia de 44 millones de dólares entre junio de 2007 y 2008, con lo que fue la cuarta celebridad mejor pagada de aquel año, por encima de Madonna y Celine Dion. Asimismo, se ubicó en la vigésima posición de su listado de las 100 celebridades más poderosas del año, así como la segunda en los mejores pagados menores de 30 años. En el 2013, Billboard aseguró que Timberlake fue el tercer músico mejor pagado del año, con ganancias de 31 millones de dólares, y en 2014 figuró en la tercera posición de su lista de los mayores generadores de dinero. Dicho año también ingresó en el puesto 26 de las celebridades más poderosas por Forbes, y en 2015 volvió a figurar en el puesto 19.

## Logros

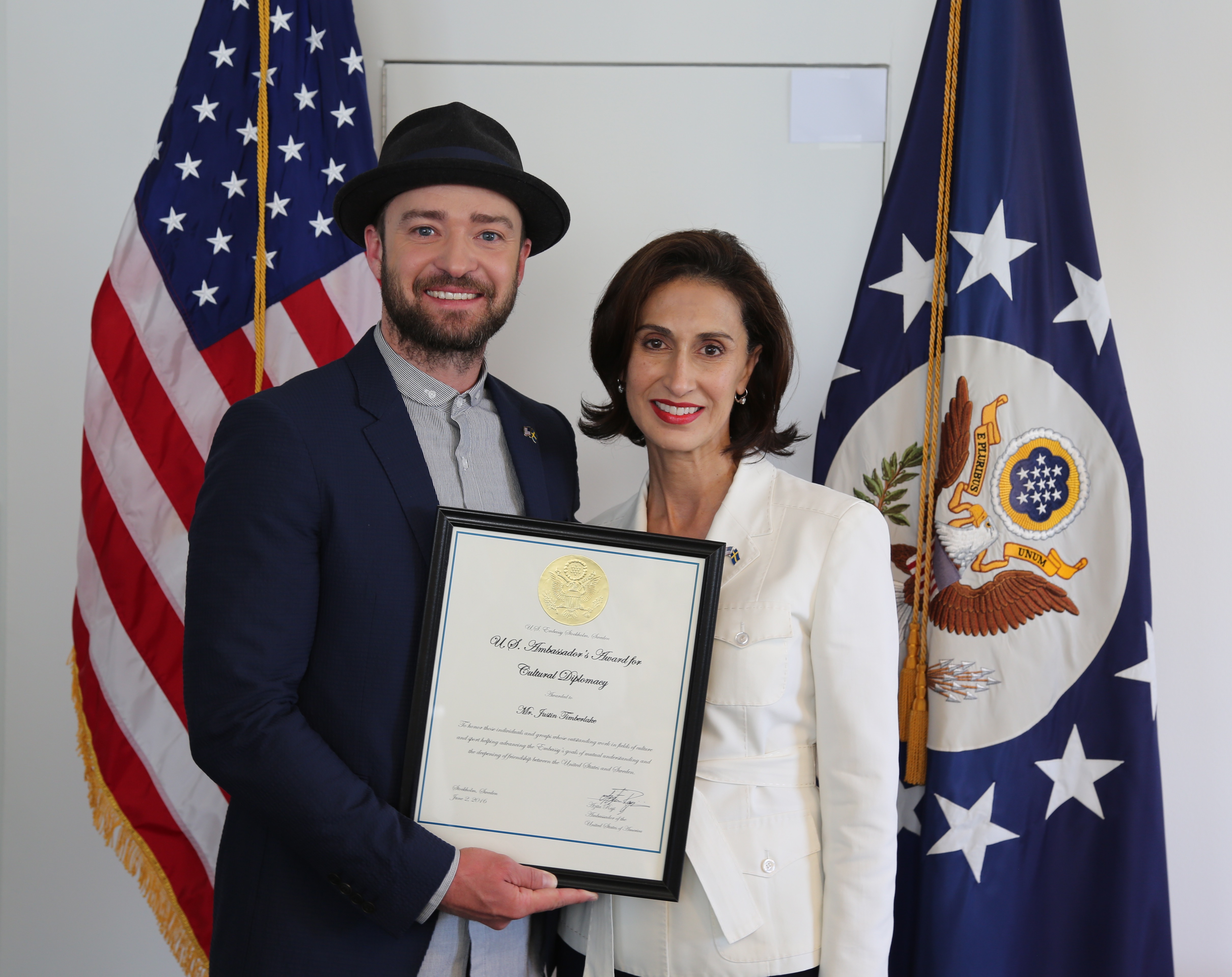
Timberlake recibiendo el premio a la Diplomacia Cultural de parte de la embajadora de Estados Unidos en Suecia, Azita Raji, el 2 de junio de 2016.

A lo largo de su carrera como músico, Timberlake ha conseguido hacerse con numerosos reconocimientos. Ha sido nominado veintinueve veces a los premios Grammy, resultando ganador en diez ocasiones. Igualmente, ha ganado siete Premios American Music, tres Premios Brit y diez Billboard Music Awards. En los MTV Video Music Awards ha recibido un total de once galardones, incluyendo el MTV Michael Jackson Video Vanguard Award, hecho que hace de Timberlake el tercer artista masculino con más victorias en dicha premiación, tras Peter Gabriel y Eminem. También ha obtenido cinco MTV Europe Music Awards, veintitrés Teen Choice Awards -incluyendo el Teen Choice Decade Award, lo cual lo hace el artista más galardonado de dicha premiación- nueve People's Choice Awards y tres World Music Awards. Gracias a sus particiones en el programa Saturday Night Live, ha ganado también cuatro premios Emmy, dos por mejor música original y dos por mejor actor invitado en serie de comedia. Ha sido nominado a los Globos de Oro y a los Premios del Sindicato de Actores, al igual que a los premios Óscar en la categoría de Mejor Canción Original por componer «Can't Stop the Feeling!». En 2015, recibió el premio al Artista Innovador en los iHeartRadio Music Awards y el Premio a la Inspiración por parte de Gay, Lesbian and Straight Education Network, conmemorando su constante apoyo a la comunidad LGBT. En 2019, fue reconocido con el premio al Icono Contemporáneo por el Salón de la Fama de los Compositores.
Por otra parte, Timberlake ha alcanzado el número uno en el Billboard Hot 100 un total de cinco veces, mientras que en el Billboard 200 lo ha logrado cuatro veces. Sus álbumes Justified, FutureSex/LoveSounds, The 20/20 Experience y Man of the Woods han obtenido discos multiplatino por parte de la Recording Industry Association of America (RIAA), certificando más de dos millones de copias vendidas solo en los Estados Unidos, país donde Timberlake ha vendido también más de once millones de sencillos. Asimismo, su gira FutureSex/LoveShow fue la tercera más exitosa del 2007, con una recaudación de $127.8 millones, mientras que The 20/20 Experience World Tour recaudó $231.6 millones, con lo que fue la segunda gira más exitosa del 2014 y primera encabezada por un solista masculino. También ha protagonizado filmes exitosos en taquilla, como Shrek tercero ($798 millones), The social network ($224 millones), Bad Teacher ($216 millones), El Oso Yogui: La película ($201 millones), In Time ($173 millones) y Friends with Benefits ($149 millones).

## Discografía
| Álbumes de estudio como solista - 2002: Justified - 2006: FutureSex/LoveSounds - 2013: The 20/20 Experience - 2013: The 20/20 Experience (2 of 2) - 2018: Man of the Woods - 2024: Everything I Thought It Was | Álbumes de estudio con 'N Sync - 1998: *NSYNC - 2000: No Strings Attached - 2001: Celebrity |

## Filmografía
- Longshot (2000)
- Model Behavior (2000)
- Edison (2005)
- Alpha Dog (2006)
- Black Snake Moan (2007)
- Southland Tales (2007)
- Shrek tercero (2007)
- The Love Guru (2008)
- The Open Road (2009)
- The Social Network (2010)
- El Oso Yogui: La película (2010)
- Bad Teacher (2011)
- Friends with Benefits (2011)
- In Time (2011)
- Trouble with the Curve (2012)
- Runner Runner (2013)
- Inside Llewyn Davis (2013)
- Popstar: Never Stop Never Stopping (2016)
- Trolls (2016)
- Wonder Wheel (2017)[193]
- Trolls World Tour (2020)
- Palmer (2021)
- Candy (2022, miniserie)[194]
- Trolls Band Together (2023)[195]
- Reptiles (2023)[196]
- Piece by Piece (2024)

## Giras musicales
| Como solista - 2003-2004: Justified and Lovin' It Live - 2007: FutureSex/LoveShow - 2013-2015: The 20/20 Experience World Tour - 2018-2019: Man of the Woods Tour - 2024-2025: Forget Tomorrow World Tour En colaboración - 2003: Justified and Stripped Tour (con Christina Aguilera) - 2013: Legends of the Summer (con Jay-Z) | Con 'N Sync - 1997: For the Girl Tour - 1998-2000: NSYNC in Concert - 2000-2001: No Strings Attached Tour - 2001-2002: Pop Odyssey Tour - 2002: Celebrity Tour Como telonero - 1998: The Velvet Rope Tour (de Janet Jackson) |